# Lukian z Samosat

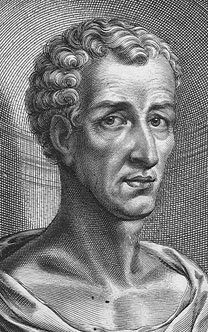
Lukian

Lukian z Samosat(-y) (właściwie: gr. Lukianós, łac. Lucianus, pol. Lukian, ok. 120 do ok. 190) – rzymski retor i satyryk, piszący po grecku, sofista. Zmarł prawdopodobnie w Atenach. Uważany jest za twórcę satyry społecznej.

## Życiorys
Urodził się w Samosacie w Kommagenie nad Eufratem. Pochodził z ubogiej syryjskiej rodziny. Uczył się początkowo zawodu rzeźbiarza, który szybko porzucił, by studiować retorykę i filozofię, choć filozofem nie został. Dzięki usilnej pracy opanował doskonale język grecki i stał się jednym z najwybitniejszych przedstawicieli tzw. drugiej sofistyki.
Wzorem sofistów wiele podróżował po Azji Mniejszej, Grecji, Italii i Galii, wygłaszając mowy popisowe we wszystkich ważniejszych ośrodkach ówczesnej retoryki, jak: Ateny, Rzym, Antiochia, Efez czy Smyrna. Najdłużej zatrzymał się w Massalii (dzisiejsza Marsylia), gdzie zdobył wielką sławę i majątek. Księga Suda dodaje, że przez jakiś czas był rzecznikiem sądowym, a więc blisko adwokatury. Inni uważają, że faktycznie pełnił funkcję obrońcy sądowego, ale porzucił adwokaturę. Około 160 roku powrócił na krótko na Wschód, po czym osiedlił się w Atenach, gdzie zerwał z retoryką, a zaczął studiować filozofię. Tam też powstały najlepsze utwory Lukiana. Poznał i podziwiał filozofa Demonaksa, zbliżył się do Akademii i do ucznia filozofa Epikteta, Arriana. Interesował się zwłaszcza cynizmem. Sprzeczne poglądy szkół filozoficznych spowodowały jego zniechęcenie do wszelkiego dogmatyzmu, sceptyczną powściągliwość i krytycyzm.
Ostatnie lata życia spędził w Egipcie, gdzie piastował urząd naczelnika kancelarii przy namiestniku rzymskim, nadany mu przez cesarza Kommodusa. Przeważa opinia, że zmarł na pewno po 180 roku, ale niektórzy przesuwają datę śmierci aż na rok 200.

## Stosunek do chrześcijan
W kilku swoich dziełach Lukian bezpośrednio lub pośrednio wspomina chrześcijan. Dostrzega wśród nich niezwykłą solidarność w dbaniu o swoich współwyznawców. Ogólnie orientuje się w funkcjonowaniu wspólnoty chrześcijańskiej. Sami chrześcijanie nie są jednak przedmiotem jego bezpośrednich ataków, Lukian nie powiela oszczerczych plotek na ich temat, jednak uznaje ich naukę za dziwaczną, a ich samych określa opętańcami. Chrześcijanie natomiast odpłacili się tym, że rozpuszczali pogłoski, jakoby Lukiana rozszarpały psy, a Księga Suda stwierdza, że będzie on wraz z szatanem spadkobiercą ognia wiekuistego.
W tekście O Śmierci Peregrinosa stwierdza, że w Palestynie zetknął się z nauką chrześcijan oraz wspomina zabitego tam Jezusa, wyrażając się o nim w tonie przychylnym (określa go jako „wielkiego człowieka”). Zarazem naśmiewa się z szaleńczych wyobrażeń chrześcijan (np. życie po śmierci) i powiela fałszywe informacje na ich temat, takie jak istnienie specjalnie przykazanej „chrześcijańskiej” diety. Jednocześnie współczuje wyznawcom Chrystusa, twierdząc, że są oni naiwni niczym dzieci i byle hochsztapler, jakim jego zdaniem był Peregrinos Proteus, może wkraść się w ich łaski i żyć na ich koszt. W innym dziele (Aleksander, czyli Fałszywy Prorok) Lukian jednym tchem wymienia bezbożników, chrześcijan i epikurejczyków, jako wrogów kultu boga-węża Glykona (sam kult również był wykpiwany przez Lukiana). W jeszcze innym dziele (Niedowiarek, czyli Przyjaciel bredni) Lukian prawdopodobnie nawiązuje do osoby Jezusa. Dość dokładnie opisuje działalność pewnego Syryjczyka z Palestyny, który wypędzał złe duchy z ludzi.

## Twórczość
Pod jego imieniem zachowało się 79 utworów prozaicznych, 2 parodie tragiczne oraz 53 epigramy (nie wszystkie autentyczne). Najwcześniejsze są pisma retoryczne na temat mitologiczne i historyczne, czasem ujęte w formę fikcyjnych mów sądowych. Jako „barbarzyńca” bardzo dobrze opanował grekę i literaturę grecką. Miał z tego powodu poczucie wyższości kulturalnej względem Rzymian. Łacinę znał bardzo słabo, literaturę Rzymian ignorował, nie wymienił ani jednego autora łacińskiego.
Jego najdojrzalszym i najbardziej charakterystycznym dziełem są dialogi, zwłaszcza dialogi satyryczne, których większość powstała w Atenach. Zamiłowanie do tej właśnie formy przejął m.in. z praktyki zawodowych retorów, uczących wygłaszać mowy „za” i „przeciw” w fikcyjnych procesach sądowych. Ponad 35 jego utworów ma formę dialogu lub zbliżoną do niej. Kunsztu budowania dialogu nauczył się od Platona. Od niego też brał czasem tytuły. Niejedno przejął też z diatryby cynicznej. Duży wpływ na niego wywarł Menippos z Gadary. Często wprowadzał go jako rozmówcę do swych dialogów, a z jego satyr czerpał niektóre motywy, np. motyw zejścia do Hadesu. Sceneria jego dialogów jest bardzo urozmaicona: akcja toczy się na ulicy, w sali biesiadnej, w niebie, pod ziemią, w powietrzu i w wodzie. Galeria rozmówców jest bardzo bogata: są tu bogowie, ludzie, zwierzęta, uosobienia pojęć abstrakcyjnych, umarli, żywi, postacie historyczne, wymyślone i alegoryczne.
Cechował go niezwykły polot i żywość wyobraźni. Był ogromnie oczytany, z wielką swobodą korzystał z bogatych tradycji literatury greckiej. Drwił z nowych wierzeń, przesądów religijnych i zabobonów. Zaskakiwał niewyczerpanym bogactwem motywów, ciętym dowcipem i bystrością obserwacji. Bawił czytelnika uciesznymi scenkami, demaskował szarlatanów, z mistrzostwem kreślił satyryczne sylwetki. Poddawał ostrej krytyce ówczesne życie i ludzi, piętnował pogoń za majątkiem, nierówności klasowe, szydził z filozofów, antropomorficznych bóstw i przesądów. Był wytrawnym stylistą. Pisał dialektem attyckim. Dla celów humorystycznych swój język wzbogacał nowotworami, czasami niektórym wyrazom nadawał nowe znaczenie. Ale naturalny w stylu. Niektórzy krytycy i uczeni uznają go za najgenialniejszego stylistę wszystkich czasów. Był jednym z najwybitniejszych i najchętniej czytanych pisarzy okresu cesarstwa.
Echa jego lektury odnajdujemy m.in. u romansopisarzy greckich. Cenił go Erazm z Rotterdamu i inni humaniści. Za współczesnego Lukiana uchodził François Rabelais, który wyraźnie się na nim wzorował. W XV wieku wprowadzono go do lektury szkolnej i na scenę.
Pierwsze drukowane wydanie jego dzieł miało miejsce we Florencji w 1499 roku. W Polsce znany jest od XVIII w. W jego dziełach daje się odczuć echa podróży po m.in. Grecji, Włoszech i Galii. Na podstawie jednego z jego dzieł Szekspir napisał utwór Tymon Ateńczyk.

Przykładowe Epigramy w tł. Władysława Madydy:
Jeśli jesteś skwapliwy w jedzeniu, a opieszały w bieganiu, jedzże nogami, a biegaj ustami (Ep. XVIII)

Zaklinacz z cuchnącymi ustami, mamrocząc długo, wypędził ducha – potęgą gnoju, a nie zaklęć (Ep. XXIII)

Akindynos pragnął zachować trzeźwość wśród wszystkich pijanych, dlatego był jedynym człowiekiem, który uchodził za pijanego (Ep. XXXV)

Jeśli zobaczysz łysą głowę, piersi, barki, nie zadawaj żadnych pytań: widzisz głupiego łysonia (Ep. XXXVII)

Jeśli sądzisz, że hodując zarost zdobywasz mądrość, to cap o okazałej brodzie jest wykapanym Platonem (Ep. XLV)